# 德克萨斯基督教大学
得克萨斯克里斯汀大学（英语：Texas Christian University，缩写为TCU）始建于1873年，是一所私立研究型综合大学，位于美国第四大都会区达拉斯-沃斯堡。学生与教授比例约为13:1，采取小班化教学。学校有10915名本科生，其中有来全球78个国家和地区的国际学生，并且拥有两百多个学生组织。学校大多数体育运动队伍参与全美大学体育协会12大联盟的比赛。截至到2023年5月，学校累计获得24亿美元捐赠。

## 校史
得克萨斯州的Addison Clark和Randolph Clark兄弟在父亲Joseph A. Clark的支持下，于1873年创立了得克萨斯克里斯汀大学的前身：Add-Ran Male & Female College。在1902年，学校正式更名为得克萨斯克里斯汀大学。

## 愿景与使命
作为一所私立综合性大学，得克萨斯克里斯汀大学的使命是通过提供的高质量的研究和创造性活动、学术环境、服务和教学计划，教育我们的学生成为全球社会中的道德领袖和负责任的世界公民。

## 校园环境
TCU的校区占地131.5公顷，距离沃斯堡的市中心6.5公里。TCU 校园在最新的《普林斯顿评论》“全美国最美丽校园”名单中排名第 13名。学校的新古典美术建筑自然的融合了沃斯堡市区古建筑的风格。春天铺满校园的郁金香更为校园生活锦上添花。

## 学术与学院
TCU获得了美国南方学院和学校协会的认证。根据U.S. News & World Report 2021，TCU排名全美大学第80名。TCU拥有10个学院。

### 传媒学院
传媒学院以TCU校友、CBS电视台著名记者Bob Schieffer命名，拥有传媒、新闻、广告学等专业，学生在KTCU电台、TCU360.com，以及由TCU的学生经营的Roxo广告公关公司有大量实践机会。传媒学院毕业的校友们如今工作在各个领域，如摩根大通银行、纽约时报、奈飞公司等。

### 商学院
TCU的MBA项目在2022年被英国《经济学人》评为教授资质全球第1名，美国权威机构POETS & QUANTS将TCU商学院评为全美TOP20。TCU的学生将在强大的创新文化中和其他优秀学生一同成长，学会批判思考和战略领导力。他们将为大公司从事项目咨询、进行自主创业、投资股票市场，或是参与商学院的一些顶级项目，例如Neeley Fellows和BNSF Neeley Leaders。

### 科学工程学院
作为TCU第二大学院，科学工程学院近一半的本科生都有机会进行实践研究。与很多大学不同的是，学院课程都是小班教学并由教授亲自授课，教授与学生关系更加紧密。该学员拥有全美顶尖的工程专业；医学预科有80%的医学院录取率，这几乎是全美平均录取率的两倍；STEM相关专业可以使国际生毕业后更易找到高薪工作——TCU计算机系毕业的校友们如今工作在谷歌、亚马逊、微软等各大公司。

### 文理学院
文理学院有十分广泛的学科可以选择。AddRan学院以TCU创建者Addison和Randolph两兄弟的名字命名，是TCU最古老的学院。在这里学生们将被培养成为领导者与创新者，点亮思想的火焰，掌握职场必需的批判性思维。

### 艺术学院
TCU艺术学院拥有世界级的教授和浓厚的艺术传统，涉及30多个艺术、音乐、戏剧、舞蹈、设计、时尚营销管理等领域。学院与当地博物馆和专业大剧院有密切合作关系，为学生提供了无与伦比的实习和专业发展机会，使他们走在专业领域前沿。

### 教育学院
教育学院涵盖了学前教育、小学及中学教育等。在这里学生们将获得数百小时的实际经验，包括参与各种实地考察、实习及出国任教和旅行的机会。TCU是全美唯一一所校园内设有两个特殊教育实验室学校的大学，而教师培训项目更使得老师安置率几乎达到100%。

### 护理与健康科学学院
护理与健康科学学院的学生们通过创新型课程和医疗保健的实践培训，能够更好地服务于全球健康。学院专业有护理学、语言沟通障碍科学、运动科学、社会工作学、麻醉护理等，并为学生提供临床实践、专业研究和社区服务的机会，使学生们成长为专业能力与同情心兼备的医疗保健领导者。

### 医学院
TCU的医学院在2019年7月迎来了首批60名医学生。TCU医学院的正式校区位于沃斯堡市区内，是一座四层建筑，占地9290平方米。预计2024投入使用。

## 学校生活
TCU赞助了超过200多个学生组织。

## 体育竞赛
TCU的体育运动队伍参与全美大学体育协会（NCAA）的12大联盟的比赛。在2022-2023大学美式足球季后赛中，TCU击败了实力强劲的密歇根大学，荣获喜庆碗，晋级到全国总决赛，但是输给了乔治亚大学，屈居全国亚军。